# 叶茂台辽墓
叶茂台辽墓位于中国辽宁省沈阳市法库县叶茂台镇叶茂台村，是一处辽代墓葬群，2001年被列为第五批全国重点文物保护单位。
叶茂台村西、北各有一山，两山相连，略呈曲尺形，在两山的坡地上，从1953年开始发现辽墓，至1989年共发现辽墓数十座，清理发掘了23座。墓群分四个墓区，北区有八角石室壁画墓，东区有7号、15号、21号、22号共4座墓，西区有5号、6号、16号共3座墓，中区有1～4号、8～14号、17～20号共15座墓。在已发掘的墓葬中，出土大量随葬品，最珍贵的有两轴绢画、带彩绣的衣被等。据出土墓志记载，该墓群是辽代后族萧义的家族墓地。